# Rikskommissarie
Rikskommissarie (tyska Reichskommissar) var under tiden för Kejsardömet Tyskland och Tredje riket en officiell titel på en ledare för vissa administrativa områden.

## Exempel på rikskommissarier
- Josef Terboven — Rikskommissariatet Norge (Reichskommissariat Norwegen)
- Arthur Seyss-Inquart — Rikskommissariatet Nederländerna (Reichskommissariat Niederlande)
- Hinrich Lohse — Rikskommissariatet Ostland (Reichskommissariat Ostland)
- Erich Koch — Rikskommissariatet Ukraina (Reichskommissariat Ukraine)